# Girls & Boys
«Girls & Boys» —en español: «Chicas y chicos»— es una canción de 1994 de la banda de rock británica Blur. Fue lanzado como el sencillo principal del tercer álbum del grupo, Parklife. Siendo el puesto número 5 en la lista de sencillos del Reino Unido, «Girls & Boys» fue el primer éxito entre los 5 primeros de Blur y su sencillo más exitoso hasta que «Country House» alcanzó el número 1 el año siguiente. El sencillo superó su pico comercial anterior «There's No Other Way» en tres lugares en la UK Singles Chart, y vio al grupo lograr un mayor éxito mundial. En los Estados Unidos, la canción alcanzó el puesto 59 en la lista de sencillos Billboard Hot 100, convirtiéndose en el segundo sencillo de la banda en llegar a la lista después de «There's No Other Way». También alcanzó el número 4 en la lista de canciones de Modern Rock.

## Composición
Damon Albarn se inspiró para escribir la canción mientras estaba de vacaciones en Magaluf, España, con su entonces novia Justine Frischmann. Según Albarn, la ciudad de Essex «tenía discotecas realmente horteras y una escena sexual desenfrenada entre los visitantes, con todos estos tipos y todas estas chicas reuniéndose en el abrevadero y luego copular. No hay moralidad involucrada, no estoy diciendo que deba o no deba suceder». La música tiene una convergencia de varios estilos pop y dance, resumidos por el bajista Alex James como «batería disco, guitarras desagradables y bajo al estilo Duran Duran». El baterista Dave Rowntree admitió que no está acreditado en la pista, siendo reemplazado por una caja de ritmos que programó. Dijo que era su canción favorita en Blur: The Best Of porque «no está realmente en eso. Es genial no estar en tu propia canción». Las voces se grabaron con una demo que solo incluía los teclados. La canción está escrita en clave de sol menor.

## Recepción
El productor Stephen Street sintió que, si bien «Girls & Boys» no era como las canciones anteriores, «pensé que sería un top 5, era tan básico. Me sentí de la misma manera que cuando produje The Smiths: que mientras Morrissey cantara en él, serían los Smiths. Lo mismo ocurría con Blur: podían poner sus manos en cualquier cosa y aún sonaría como Blur». De hecho, la canción alcanzó el número 5 en la UK Singles Chart, la primera incursión de la banda en el top 5. A pesar de que la banda tenía grandes expectativas para el sencillo, el guitarrista Graham Coxon dijo que «llegar al top 5 fue un poco una sorpresa», y Albarn confesó haber tenido su primer ataque de pánico poco después de que el sencillo entrara en las listas de éxitos.
En 1994, «Girls & Boys» fue nombrado sencillo del año por NME y Melody Maker. También fue nominada a mejor canción en los MTV Europe Music Awards.
El editor de AllMusic Stephen Thomas Erlewine describió la canción como «innegablemente pegadiza» y «una de las mejores (canciones) jamás grabadas por Blur», y elogió a la banda por hacer que la canción «se sintiera exactamente como eurotrash», y especificando que la referencia del coro a «girls who are boys, who like boys to be girls, who do boys like they're girls, who do girls like they're boys» es «un desprecio absolutamente devastador de la flexión de género de los 90', donde incluso los ambi-sexuales no sabían de quién eran las fantasías que estaban cumpliendo». Larry Flick de Billboard escribió: «La banda alternativa toma un desvío hacia el mundo de los clubes con una cancioncilla divertida que te da vueltas las palabras, desarrollada con una energía de sintetizador similar al trance y un ritmo duro y sincopado, cortesía de los Pet Shop Boys. El punto de venta principal del sencillo de Way-hip es el estribillo que adormece el cerebro “chicas que quieren que los chicos como chicos sean chicas que hacen a los chicos como si fueran chicas que hacen a las chicas como si fueran chicos”. Trata de decirlo tres veces mas rápido. Una buena apuesta para la acción de la pista de baile, la pista también debería tener una oportunidad en la radio pop/crossover». Matt Stopera y Brian Galindo de BuzzFeed dijeron que la canción es «un gran recordatorio de lo brillante que fue Blur durante los años 90'». Music & Media lo señaló como un «pastiche cómico sobre los new romantic de los 80'». Martin Aston de Music Week le dio cuatro de cinco, y lo felicitó como «un bocado pop irresistiblemente luchador y, como tal, un probable top 10». John Kilgo de The Network Forty lo describió como una melodía «excepcional, contagiosa». James Hunter de Vibe lo calificó como un «giro brillante en la música disco new wave que cuenta con las mejores guitarras dobladas del año. Ellos hacen rebotar todo esto en un gran inglés, um, borroso».

## Video musical
El video, dirigido por Kevin Godley, presenta a Blur interpretando la canción contra una pantalla azul como telón de fondo de imágenes documentales de personas participando en los paquetes turísticos de Club 18-30. Godley calificó el video como una «basura», mientras que el grupo lo encontró «perfecto». La portada del sencillo fue tomada de un paquete de condones Durex.

## Legado
La canción está incluida en dos álbumes recopilatorios: Blur: The Best Of y Midlife: A Beginner's Guide to Blur.
Pet Shop Boys, que proporcionó una remezcla de la pista para el lanzamiento del sencillo, más tarde hizo una versión de la canción durante su gira Discovery en 1994. Su remezcla también se incluyó en la versión japonesa del álbum Parklife.
El dúo de pop de Hong Kong Tat Ming Pair lo cubrió en su álbum de conciertos en vivo de 1997 Long Live Long Live Long Live Long Live Concert.
En 2003, el líder de Radiohead Thom Yorke confesó en BBC Radio 1 que le hubiera gustado haber escrito la canción, llamando en broma a Blur «bastardos» por escribirla primero.
En 2007, la banda electrónica Blaqk Audio lanzó una versión de la canción como un bonus track exclusivo de Hot Topic para su álbum debut CexCells. La canción fue versionada por la cantante francesa Mélanie Pain en su álbum de 2009 My Name. La banda estadounidense de rock alternativo The Get Up Kids interpretó una versión de la canción en julio de 2011 para la serie de A.V. The A.V. Club. También apareció en el juego de Wii Just Dance y en el título de Xbox 360 Kinect Dance Central como una canción descargable en Xbox Live.
En 2010, Pitchfork incluyó la canción en el número 26 en su Top 200 Tracks of the 90s.
«Blurred» de Pianoman presenta el coro —muestreado del remix Pet Shop Boys 12"— como su letra clave. El sencillo alcanzó el puesto número 6 en la UK Singles Chart en 1996.

## Lista de canciones
| 7" y casete 1. «Girls & Boys» 2. «Magpie» 3. «People In Europe» CD 1 1. «Girls & Boys» 2. «Magpie» 3. «Anniversary Waltz» CD 2 1. «Girls & Boys» 2. «People In Europe» 3. «Peter Panic» CD (Estados Unidos) 1. «Girls & Boys» 2. «Girls & Boys» (Pet Shop Boys radio edit) 3. «Girls & Boys» (Pet Shop Boys 12" mix) 4. «Magpie» 5. «Peter Panic» 6. «Maggie May» | Casete (Estados Unidos) 1. «Girls & Boys» 2. «Girls & Boys» (Pet Shop Boys radio edit) 3. «Maggie May» 12" (Estados Unidos) 1. «Girls & Boys» (Pet Shop Boys 12" mix) 2. «Girls & Boys» (versión del álbum) 3. «Girls & Boys» (Pet Shop Boys 7" mix) CD (Europa) 1. «Girls & Boys» 2. «Girls & Boys» (Pet Shop Boys radio edit) 3. «Girls & Boys» (Pet Shop Boys 12" mix) 4. «Magpie» 5. «Anniversary Waltz» |

## Posicionamiento en las listas
| Lista (1994)                                    | Posición más alta |
| ----------------------------------------------- | ----------------- |
| Australia (ARIA)                                | 19                |
| Bélgica (Flandes) (Ultratop 50)                 | 34                |
| Europe (Eurochart Hot 100)                      | 16                |
| Francia (SNEP)                                  | 11                |
| Irlanda (IRMA)                                  | 23                |
| Países Bajos (Dutch Top 40)                     | 33                |
| Países Bajos (Mega Single Top 100)              | 24                |
| Nueva Zelanda (Recorded Music NZ)               | 16                |
| Escocia (Scottish Singles Sales Chart)          | 6                 |
| Suecia (Sverigetopplistan)                      | 30                |
| Reino Unido (UK Singles Chart)                  | 5                 |
| US Billboard Hot 100                            | 59                |
| US Billboard Hot Dance Club Play                | 21                |
| US Billboard Hot Dance Music/Maxi-Singles Sales | 23                |
| Estados Unidos (Alternative Airplay)            | 4                 |
| US Billboard Top 40 Mainstream                  | 40                |

| Lista (2013)                              | Posición más alta |
| ----------------------------------------- | ----------------- |
| Belgium (Back Catalogue Singles Flanders) | 27                |
| Francia (SNEP)                            | 157               |

## Certificaciones
| País          | Organismo certificador | Certificación | Unidades certificadas / Ventas |
| ------------- | ---------------------- | ------------- | ------------------------------ |
| España        | Promusicae             | Oro           | 30 000                         |
| Nueva Zelanda | RIANZ                  | Oro           | 15 000                         |
| Reino Unido   | BPI                    | Platino       | 600 000                        |

## Versión de Vandalism
«Boys & Girls» fue versionada por la banda de baile australiana Vandalism y lanzada como sencillo en 2005.

### Lista de canciones
1. «Boys & Girls» (Radio edit)
2. «Boys & Girls» (Ivan Gough And Grant Smillie Remix Radio Edit)
3. «Boys & Girls» (Extended Mix)
4. «Boys & Girls» (Ivan Gough & Grant Smillie Remix)

### Posicionamiento en las listas
| Lista (2005)                 | Posición más alta |
| ---------------------------- | ----------------- |
| Australia (ARIA)             | 80                |
| Australia Club Tracks (ARIA) | 8                 |
| Australia Dance (ARIA)       | 11                |

## Nota
1. ↑  Traducido al español: «Chicas que son chicos, que les gusta que los chicos sean chicas, que hacen a los chicos como si fueran chicas, que hacen a las chicas como si fueran chicos».